# Stenoma melema
Stenoma melema es una especie de polilla del género Stenoma, orden Lepidoptera.

## Taxonomía
Fue descrita científicamente por Walsingham en 1913.